# Dirck Jacobsz
Ne pas confondre avec Dirck Jacobsz Vellert.

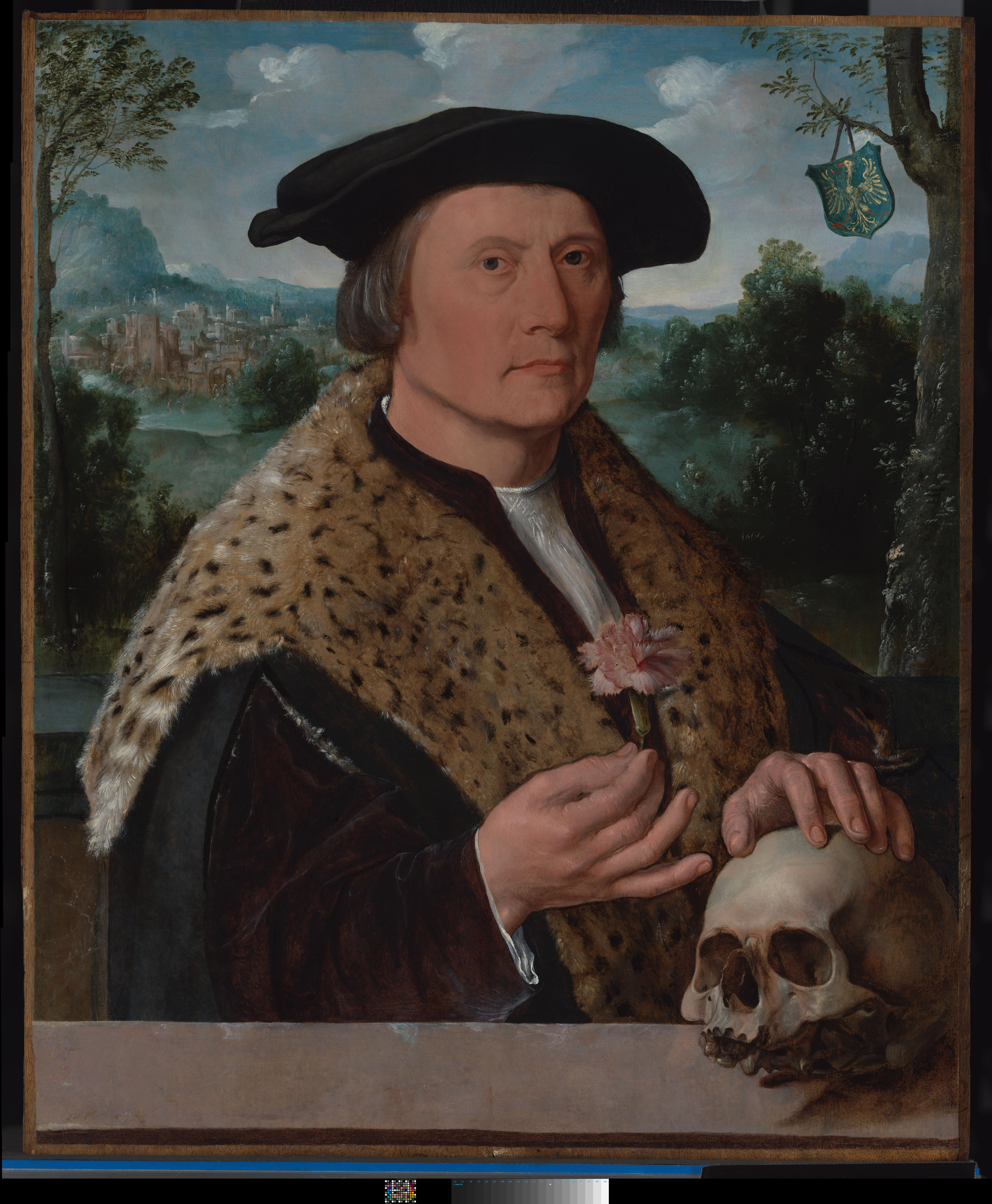
Portrait de Pompeius Occo, Rijksmuseum Amsterdam, 1534

Dirck Jacobsz, né vers 1497 près d'Amsterdam où il est mort en juin 1576, est un peintre néerlandais de l'école d'Anvers et d'Amsterdam.

## Biographie
Né dans une famille de peintres, il est d'abord formé par son père, Jacob Cornelisz van Oostsanen. Jacobsz est très influencé par le style maniériste d'un autre peintre amstellodamois, Jan van Scorel, qui est lui aussi un élève de son père, en 1512.
Cornelis Buys I, le « Maître d'Alkmaar », est le frère de Jacob Cornelisz van Oostsanen et donc l'oncle de Dirck Jacobsz.
En 1550, il se marie avec Marritgen Gerritsdr avec qui il a deux enfants : Maria Dircksdr et Jacob Dircksz, qui deviendra lui aussi peintre.

## Œuvre
Sa peinture Confrérie des arquebusiers d'Amsterdam (1529) est considérée comme son œuvre la plus importante ; il s'agit du premier portrait de milicien de l'histoire néerlandaise. Il a auparavant peint deux portraits de groupe de gendarmes, qui sont conservés au musée de l’Ermitage à Saint-Pétersbourg.
Bien que spécialiste du portrait, Jacobsz accorde cependant une grande importance au paysage. Les figures se détachent par la fermeté de leur dessin et les coloris marqués.

## Conservation
- Portrait d'homme (1er quart du XVIe siècle), Palais des beaux-arts de Lille[3]
- Portrait de femme (1er quart du XVIe siècle), Palais des beaux-arts de Lille[4]
- Portrait de femme (2e quart du XVIe siècle), Musée des beaux-arts et d'archéologie de Besançon[5]
- Portrait au chevalet peignant sa femme (v. 1550), Musée d'art de Toledo[2]
- Portrait de groupe des tireurs de la corporation d'Amsterdam, huile sur toile transposée du bois, 115 × 160 cm, musée de l'Ermitage, Saint-Petersbourg[6]
- Confrérie des arquebusiers d'Amsterdam (1529), Rijksmuseum Amsterdam[2]
- Portrait de Pompeius Occo (1531), bois, 66 × 54 cm, Rijksmuseum Amsterdam[7],[8]
- Groupe de gendarmes, Rijksmuseum Amsterdam[8]
- Volets de retable (1530), Staatsgalerie (Stuttgart)[2]
- Portrait d'un jeune homme (1530), Getty Center[8]